# Saint-Valérien (Yonne)
 Saint-Valérien  es una comuna y población de Francia, en la región de Borgoña, departamento de Yonne, en el distrito de Sens y cantón de Chéroy. Es la comuna más populosa del cantón.
Su población en el censo de 1999 era de 1.540 habitantes.
Está integrada en la Communauté de communes Gâtinais en Bourgogne .

## Demografía
| 854 | 1172 | 1231 | 1437 | 1666 | 1540 |
| Para los censos de 1962 a 1999 la población legal corresponde a la población sin duplicidades (Fuente: INSEE [Consultar]) |      |      |      |      |      |